# Erhard Heldmann
Gustav Adam Heinrich Erhard Heldmann (* 29. Mai 1908 in Sankt Andreasberg, Kreis Zellerfeld; † 15. September 1949 in Bremen) war ein deutscher Politiker (BDV).

## Biografie
Heldmann trat nach dem Zweiten Weltkrieg in die liberale Bremer Demokratische Volkspartei (BDV) ein. Er wurde 1946 Mitglieder der Ernannten Bremischen Bürgerschaft und Mitglied der ersten gewählten Bremischen Bürgerschaft. Vom 22. Januar 1948 bis zu seinem Tode amtierte er als Senator für Ernährung und Landwirtschaft der Freien Hansestadt Bremen im Senat Kaisen III. Als Senator folgte ihm Hermann Wolters (SPD).
Heldmann war seit dem 30. April 1937 mit Emmi Hildegard geb. Sättele (* 1916) verheiratet. Die Eheschließung fand in Bremen statt. Erhard Heldmann starb am 15. September 1949 um 00:10 Uhr in Bremen auf der Fahrt ins Krankenhaus im Alter von 41 Jahren. Als Todesursache wurde eine innere Blutung als Folge eines Verkehrsunfalls angegeben. Er wohnte zuletzt im Luisental 26 in Bremen. Heldmann war evangelischer Konfession.